# Kaple svatého Jana Nepomuckého (Letohrad)
Kaple svatého Jana Nepomuckého stojí nad městem Letohrad na výšině zvané Kopeček (432 m n. m.).

## Historie
Po misiích v roce 1629 bylo postaveno na návrších v okolí Kyšperka devět misionářských křížů, a tři byly postaveny i na Kopečku. Vznik kaple je vázán ke snaze katolické církve o vzbuzení úcty k tehdy novému světci sv. Janu Nepomuckému a povznesení českého národa po třicetileté válce. Mezi šiřitele svatojánského kultu patřila i hraběcí rodina Kolovratů, která vystavěla v roce 1714 na Kopečku nad městem, na místě tří misionářských křížů, malou kapličku sv. Jana Nepomuckého, k níž přicházela četná procesí. Téhož roku se také konala první svatojánská pouť.
Jan Václav Breda dal kolovratskou kapli na Kopečku rozbořit a na jejím místě postavil roku 1734 novou kapli, aby více vyhovovala poutníkům. Stavitelem kaple byl Donát Theodor Morazzi z Chrudimi. V roce 1736 byly kolem kaple vystavěny ambity, aby poutníci byli chráněni před nepohodou. Ještě téhož roku dalo město vysázet podél cesty od města po hřebenu Kopečka ke kapli lipovou alej. 

### Program záchrany architektonického dědictví
V rámci Programu záchrany architektonického dědictví bylo v letech 1995–2014 na opravu památky čerpáno 3 602 000 Kč.
| rok    | 2011 | 2012  | 2013 | 2014 |
| ------ | ---- | ----- | ---- | ---- |
| částka | 380  | 1 772 | 600  | 850  |

 Na konci roku 2024 darovala Římskokatolická církev kapli městu, které zde vybuduje Památník barokních poutí.

## Architektura
Kaple má půdorys pětiúhelníku – dle pěti hvězd kolem světcovy hlavy. Hvězdy představují světcovy ctnosti: víru, naději, lásku, dobročinnost a sílu. Ambity kolem i oltář uvnitř kaple mají také půdorys pětiúhelníku. Všech pět rohů ambitů je ozdobeno cibulovitými věžičkami, v nichž jsou zavěšeny zvonky. V ambitech se nalézá jedna z původních pěti zpovědnic.

## Interiér
Pětiboký je i oltář v kapli. Na každém z pěti dvířek svatostánku je vyřezán jeden děj ze světcova života: Putování do Staré Boleslavi, zpověď královny Žofie, natažení na skřipec, pálení smolnicemi a svržení z pražského mostu do Vltavy. Ve střední části je na každém z pěti rohů umístěna socha jedné ze světcových ctností (víra, láska, naděje, štědrost a statečnost). Na vrcholu stojí na oblaku socha světce na zeměkouli.
Stěny a strop byly původně bohatě vymalovány. Později byla malba velmi poškozena vlhkostí. Roku 1864 byla omítka opravena, ale fresky zničeny.
Křížová cesta v ambitech je z roku 1847 malovaná kyšperskými malíři Dominikem Umlaufem a jeho synem Janem. Dále je v ambitech kaple Nejsvětější Trojice oltář sv. Antonína Paduánského.